# جمهورية أذربيجان الاشتراكية السوفيتية
جمهورية أذربيجان الاشتراكية السوفيتية (بالأذرية: Azərbaycan Sovet Sosialist Respublikası) (الروسية: Азербайджанская Советская Социалистическая Республика) إحدى جمهوريات الاتحاد السوفيتي. تأسست في 28 أبريل 1921 وأعلنت استقلالها عن الاتحاد السوفيتي في 21 نوفمبر 1990. تبلغ مساحة الجمهورية 86,600 كلم مربع وهي بذلك في المرتبة 9 في الاتحاد السوفيتي. ويبلغ عدد سكانها حسب إحصائيات سنة 1989 نحو 7,037,900 نسمة بمعدل كثافة يبلغ 81.3/كلم مربع.
تم تأسيس أذربيجان السوفيتية في 28 أبريل 1920 , كانت جزء من جمهورية ما وراء القوقاز الاشتراكية السوفيتية
من تاريخ 12 مارس 1922 إلى 5 ديسمبر 1936 جنبا إلى جنب مع أرمينيا السوفيتية وجورجيا السوفيتية.
في ديسمبر 1922 أصبحت جمهورية ما وراء القوقاز جزءا من للإتحاد السوفيتي الذي انشأ حديثا.
وتمت الموافقة على دستور جمهورية أذربيجان الاشتراكية السوفيتية من قبل المؤتمر الاستثنائي التاسع لكونجرس أذربيجان السوفيتي في 14 مارس 1937.
في 19 نوفمبر 1990 أعيد تسمية الجمهورية إلى «جمهورية أذربيجان» قبل عام من استقلالها في 1991.
انتهت جمهورية أذربيجان الاشتراكية السوفيتية عن الوجود في عام 1995 بناءا على اعتماد الدستور الجديد للبلاد.

## التأسيس
تم تأسيس أذربيجان السوفيتية في 28 أبريل 1920 , بعد استسلام حكومة «جمهورية أذربيجان الديمقراطية» على يد البلاشفة الأذريين ممثلة في ميرزا داوود حسينوف وناريمان ناريمانوف وغزو البلشفية 11 الجيش الاحمر.
في 13 أكتوبر 1921 وقعت كل من روسيا السوفيتية، أرمينيا السوفيتية، جورجيا السوفيتية وأذربيجان السوفيتية مع تركيا معاهدة قارص، وأصبحت جمهورية ناخيتشيفان الاشتراكية السوفيتية ذاتية الحكم ضمن أذربيجان السوفيتية حسب الاتفاقية.
الحدود الأذرية الأرمينية تمت إعادة ترسيمها عدة مرات، لكن لم يكن أي من الطرفين راضيا تماما عن النتائج.

## جمهورية ما وراء القوقاز الاشتراكية السوفيتية
في 12 مارس 1922 اتفق رؤساء جمهوريات أذربيجان السوفيتية وأرمينيا السوفيتية وجورجيا السوفيتية على الاتحاد معا في جمهورية اشتراكية سوفيتية عرفت فيما بعد جمهورية ما وراء القوقاز الاشتراكية السوفيتية.
كانت هذه المحاولة الأولى لاتحاد الجمهوريات السوفيتية التي سبقت تأسيس الاتحاد السوفيتي. يتالف مجلس اتحاد ما وراء القوقاز من ممثلي الجمهوريات الثلاث - ناريمان ناريمانوف (أذربيجان)، بوليكارب مديفاني (جورجيا)، الكساندر مياسنيكيان (أرمينيا) والسكرتير الأول للحزب الشيوعي في القوقاز سيرجو أوردجونيكيدزه.
في ديسمبر 1922 وافقت جمهورية ما وراء القوقاز السوفيتية على الانضمام إلى الاتحاد مع الجمهوريات السوفيتية في كل من روسيا وأوكرانيا وروسيا البيضاء مشكله بذلك الاتحاد السوفيتي.
ومع ذلك لم تدم جمهورية ما وراء القوقاز السوفيتية طويلا، إذ في ديسمبر 1936 تم تفكيك الاتحاد عندما وجد القادة ومجلس الاتحاد أنفسهم غير قادرين على التوصل إلى اتفاق بشان عدد من القضايا.
بعدها أصبحت جمهوريات القوقاز جزءا من الاتحاد السوفيتي مباشرة.

## الاقتصاد

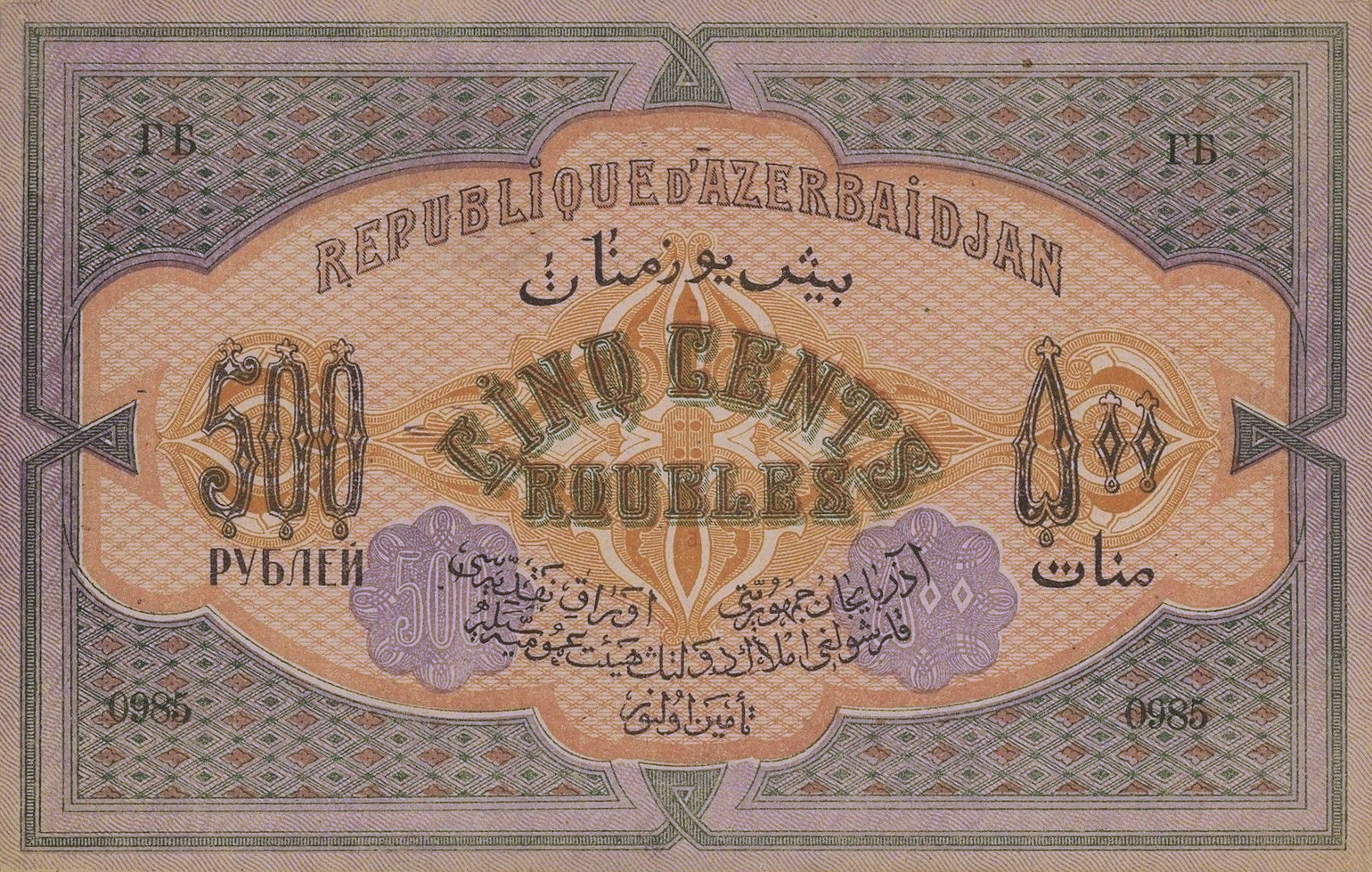
مانات أذربيجاني يعود لسنة 1920م.

في ربيع عام 1921 حدث تحول من اللجان الثورية ولجان الفلاحين الفقراء إلى السوفيتية التي حلت مكانها. من أجل المساعدة في صناعة النفط الأذربيجانية، قرر المجلس الأعلى للاقتصاد الوطني في نفس العام تزويدها بكل ما يلزم من اجل إحداث طفرة في صناعة النفط. وقد تم اكتشاف حقول نفطية جديدة، مثل خليج إيليتش، قره شوكور، لوك-باتان وكالا. وفي عام 1929 تم تطوير وإنشاء والمزارع الجماعية، وأصبحت أذربيجان السوفيتية ثاني منتج للشاي بعد جورجيا السوفيتية للمرة الأولى.
وفي 31 مارس 1931 صناعة النفط الأذرية زودت ما نسبته 60% من إجمالي إنتاج النفط السوفيتي في ذلك الوقت، تم منحها وسام لينين. وتم منحها وسام ثاني في 15 مارس 1935 خلال الاحتفالات بالذكرى 15 لها.
في نهاية الخطة الخمسية الثانية (1933-1937) حلت أذربيجان في المركز الثالث من حيث حجم استثماراتها الرأسمالية في الاتحاد السوفيتي.

## خلالالحرب العالمية الثانية
لعبت أذربيجان دوراً حاسماً في سياسة الطاقة الإستراتيجية للاتحاد السوفيتي حيث قدمت باكو معظم نفط الاتحاد السوفيتي على الجبهة الشرقية. بموجب مرسوم صادر عن مجلس السوفيت الأعلى للاتحاد السوفيتي في شباط / فبراير سنة 1942، منح أكثر من 500 عامل وموظف في صناعة النفط في أذربيجان ميداليات لالتزامهم في العمل. استهدفت العملية إيديلفايس التي قام بها الفيرماخت الألماني باكو نظراً لأهميتها بوصفها مصدر طاقة الاتحاد السوفيتي. حارب نحو 800,000 من الأذربيجانيين في صفوف الجيش السوفيتي، وقتل نصفهم في الحرب، كما منح الفريق غازي أصلانوف وسام بطل الاتحاد السوفيتي مرتين.
في عام 1938، تم تغيير الأبجدية الأذربيجانية من اللاتينية إلى الأبجدية السيريلية.